# Albert Galleron
Paul Louis Albert Galleron (Parigi, 1º giugno 1846 – Parigi, 1930) è stato un architetto francese, attivo soprattutto in Romania.

## Biografia
Studiò all'École nationale supérieure des beaux-arts, dove ebbe come professori Léon Vaudoyer e Georges-Ernest Coquart. Terminò i suoi studi nel 1872, sebbene ottenesse il diploma solo nel 1887.
Trasferitosi in Romania, progettò con Cassien Bernard nel 1884 il palazzo vecchio della Banca Nazionale della Romania, un edificio eclettico con elementi neoclassici. Realizzò a partire dal 1886 l'Ateneo rumeno, ritenuto il suo capolavoro, che portò a termine nel febbraio del 1888, ma a cui rimise mano per un ampliamento tra il 1893 e il 1897.
Si occupò a Bucarest anche di progetti di scala più ridotta, non privi però di valore architettonico, fra cui le abitazioni provate del dottor Turnescu in via Dionisie Lupu (costruita tra il 1893 e il 1895), la casa di Eliza Filipescu (costruita nel 1884 in collaborazione con Paul Gottereau), la casa Costescu Comaneanu (1889) e la casa Iacob Negruzzi (1889). Altre opere minori comprendono: casa Dodani, casa Zoe Slatineanu, casa Ioseph Fermo, casa A. Gaillac, casa Crezianu, casa C. Esarcu e l'asilo Elena Slatineanu.
Fu autore anche di opere nella provincia romena, fra cui il palazzo Ghika-Comanesti nel distretto di Bacău e il palazzo Geblescu a Craiova.
Dopo il 1900, Albert Galleron proseguì la sua attività in Francia e in Spagna. Morì a Parigi nel 1930.